# Arctia nigrovenosa
Arctia nigrovenosa là một loài bướm đêm thuộc phân họ Arctiinae, họ Erebidae.